# Demolition - Amare e vivere
Demolition - Amare e vivere (Demolition) è un film del 2015 diretto da Jean-Marc Vallée.
Il film, sceneggiato da Bryan Sipe, narra le difficoltà di un uomo di successo, interpretato da Jake Gyllenhaal, all'indomani dell'improvvisa morte della giovane moglie. Tra gli altri interpreti ci sono Naomi Watts, Chris Cooper e il giovane Judah Lewis.
Il film segna anche l'ultimo lavoro da regista di Jean-Marc Vallée, morto improvvisamente nel 2021.

## Trama
La vita di Davis, un investitore di successo di New York, viene sconvolta quando la moglie Julia muore in un incidente stradale. La reazione iniziale è distaccata, ma in breve l'uomo vive uno sconvolgimento generale che consiglia suo suocero, da cui dipende, a dargli delle vacanze forzate. Davis lascia dunque momentaneamente il suo lavoro e comincia a frequentare Karen, contattata per un reclamo verso una società di distributori automatici. Nel reclamo, effettuato con più lettere, Davis si era infatti sfogato rivelando ad una perfetta sconosciuta una serie di questioni personali che hanno finito per colpire la sensibilità della destinataria.
La frequentazione con Davis mette in crisi il rapporto tra Karen e Carl, il suo principale. La schiettezza del nuovo Davis fa poi breccia nella problematica personalità dell'adolescente Chris, figlio di Karen. Davis trova sfogo alle tensioni interiori, già espresse in strane manie, effettuando demolizioni di case. All'inizio paga degli operai per poterli aiutare, poi si dedica alla sua stessa abitazione, per distruggere la quale si fa aiutare anche dal giovane Chris.
Dalle macerie della sua camera emerge un'ecografia che testimoniava di una gravidanza di sua moglie della quale Davis era all'oscuro. Alla festa indetta dai suoceri per la consegna delle borse di studio istituite alla memoria della loro figlia Julia, la presenza di Karen in compagnia del genero non è ben vista. Quando poi Davis denuncia quanto ha scoperto, la suocera gli rivela che quel figlio non era il suo, perché Julia aveva una relazione con un altro.
Per Davis, che poi viene pure pestato da Carl, geloso della sua Karen, è un nuovo choc. Dopo aver perdonato l'investitore della moglie che non si dava pace, l'uomo si rende conto di essere geloso dell'amante di sua moglie realizzando forse per la prima volta di averla realmente amata. Si riconcilia poi con i suoceri che accolgono con piacere il suo suggerimento di restaurare una vecchia giostra vicina ad una spiaggia in onore di Julia. Quindi riprende a frequentare il giovane Chris, rimessosi dopo un pestaggio subito verosimilmente per aver espresso pubblicamente la propria omosessualità, rispetto alla quale proprio Davis gli aveva suggerito di tenerla nascosta fino a quando non fosse stato più grande.

## Produzione
Le riprese del film sono iniziate a New York il 15 settembre 2014. Il 24 settembre vengono girate alcune scene all'Aeroporto Internazionale John F. Kennedy. Nell'ottobre seguente alcune scene vengono riprese a Coney Island.

## Promozione
Il primo trailer del film viene diffuso l'8 settembre 2015 sul canale YouTube della 20th Century Fox.

## Distribuzione
La pellicola è stata presentata in anteprima mondiale come apertura del Toronto International Film Festival il 10 settembre 2015.
Il film è stato distribuito in un numero limitato di sale cinematografiche statunitensi a partire dall'8 aprile 2016, mentre in Italia arriva dal 15 settembre dello stesso anno.

### Divieto
Negli Stati Uniti è stato vietato ai minori di 17 anni per la presenza di "sessualità, linguaggio scurrile, uso di droghe e comportamenti inquietanti".

## Riconoscimenti
- 2016 - Golden Trailer Awards
  - Candidatura per il miglior trailer di un film indipendente
- 2016 - International Film Festival Rotterdam
  - Candidatura per il MovieZone Award a Jean-Marc Vallée
- 2016 - South by Southwest
  - Premio del pubblico